# Erhard Schmidt
Erhard Schmidt (Tartu, 1876. január 13. – Berlin, 1959. december 6.) balti német matematikus, akinek munkássága jelentősen befolyásolta a matematika irányvonalát a huszadik században.

## Élete
Tartuban született (németül: Dorpat), Livónia kormányzóságban (ma Észtország).

### Tudományos pályája
Tanácsadója David Hilbert volt, és 1905-ben doktorált a Göttingeni Egyetemen. Doktori disszertációja Entwickelung willkürlicher Funktionen nach Systemen vorgeschriebener címet viselte és egy integrálegyenletekkel foglalkozó munka volt. David Hilberttel együtt jelentős mértékben hozzájárult a funkcionálanalízishez. Ernst Zermelo szerint, a Schmidttel folytatott beszélgetések alapján, a matematikus nevéhez fűződik a „választási axiómá”-ból származó, 1904-es jólrendezési tétel klasszikus bizonyításának ötlete és módszere, amely a modern halmazelmélet szerves részévé vált.
1922-ben a berlini Frigyes Vilmos Egyetemen Neumann Jánost is tanította.

### A Nemzetiszocializmus alatt
A második világháború alatt Schmidt vezető pozíciókat töltött be a berlini egyetemen, és különféle náci határozatokat kellett végrehajtania a zsidók ellen – ezt a munkát láthatóan nem végezte túl jól, mert egy ponton kritizálták, amiért nem érti a „zsidókérdést". 1951-ben Schmidt 75. születésnapja alkalmából egy prominens zsidó matematikus, Hans Freudenthal, aki túlélte a náci éveket, kritika nélkül beszélt azokról a nehézségekről, amelyekkel Schmidt szembesült abban az időszakban. Schmidt azonban konzervatív és nacionalista volt, és megvédte Hitlert a Kristályéjszaka után, és azt mondta Issai Schurnak: „Tegyük fel, hogy háborút kell vívnunk, hogy felfegyverezzük Németországot, egyesüljünk Ausztriával, felszabadítsuk a Saar-vidéket és Csehszlovákia német részét. Egy ilyen háború félmillió fiatal emberünkbe került volna, de mindenki csodálta volna a győztes vezetőnket. Most Hitler félmillió zsidót áldozott fel, és nagyszerű dolgokat tett Németországért, és én még mindig hálás vagyok neki".
1948-ban Schmidt megalapította, és első főszerkesztője lett a Mathematische Nachrichten folyóiratnak.

## Fordítás
- Ez a szócikk részben vagy egészben  az   Erhard Schmidt című angol Wikipédia-szócikk ezen változatának fordításán alapul.  Az eredeti cikk szerkesztőit annak laptörténete sorolja fel. Ez a jelzés csupán a megfogalmazás eredetét és a szerzői jogokat jelzi, nem szolgál a cikkben szereplő információk forrásmegjelöléseként.